# Lytocarpia delicatula
Lytocarpia delicatula is een hydroïdpoliep uit de familie Aglaopheniidae. De poliep komt uit het geslacht Lytocarpia. Lytocarpia delicatula werd in 1852 voor het eerst wetenschappelijk beschreven door Busk. 